# Мерецкое воеводство

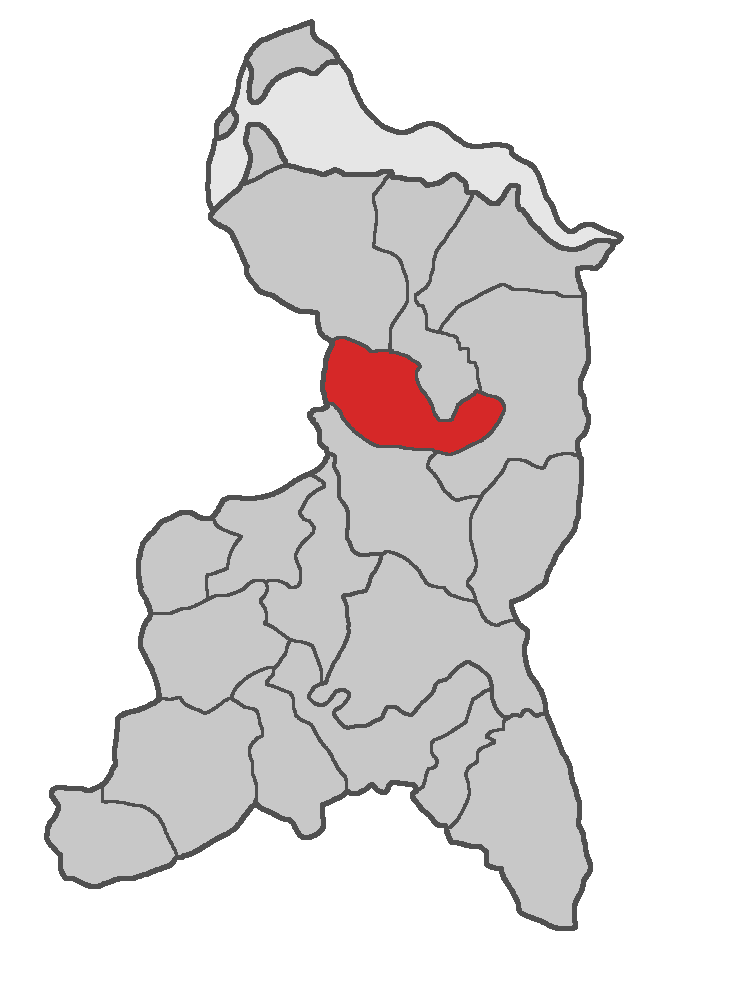
Воеводство Мерецкое в составе Речи Посполитой (1793—1795)

Мерецкое воеводство (бел. Мерацкае ваяводства)— административно-территориальная единица в Великом княжестве Литовском, существовавшая в 1793—1795 годах. Центр — город Мереч. Фактически не было организовано в связи с польским восстанием под руководством Т. Костюшко.
Образовано 23 ноября 1793 года согласно решению Гродненского сейма вместо номинального Смоленского воеводства, прекратило своё существование в результате третьего раздела Речи Посполитой в 1795 году.

## Административное деление
Делилось на три земли:
- Мерецкая
- Пренская
- Эйшишкская

## Чиновники
На вальном сейме было представлено двумя сенаторами (воеводой и каштеляном) и шестью послами (от каждой земли).
Воеводы:
- Франтишек Ксаверий Сапега (сохранял прежний титул воеводы смоленского, декабрь 1793—1795)

Каштеляны:
- Антоний Суходольский (декабрь 1793 — март 1794)
- Антоний Волович (март 1794—1795)